# Alan Sugar
Alan Michael Sugar, Lord Sugar (nacido el 24 de marzo de 1947) es un magnate de los negocios inglés, personalidad de los medios, y asesor político. De acuerdo con la lista de los ricos de Sunday Times de 2015, Sugar se unió al “club de los multimillonarios" con una fortuna estimada de 1040 millones de libras y está posicionado en el 101 de las personas más ricas del Reino Unido. En 2007, vendió su participación restante de la compañía de electrónica de consumo Amstrad, su empresa más conocida y duradera.
Sugar fue presidente del Tottenham Hotspur desde 1991 hasta 2001. Aparece en el programa de televisión de la BBC, The Apprentice, que se ha transmitido anualmente desde 2005 y está basada en la versión estadounidense del programa con el mismo nombre, dirigido por el empresario americano Donald Trump.

## Primeros años
Sugar nació en Hackney, East End de Londres, en una familia judía. Es el más joven de cuatro hijos de Fay (1907-1994) y Nathan Sugar (1907-1987). Su padre fue sastre en la industria del vestido de East End.
Cuando Sugar era joven, su familia vivía en una vivienda social. Debido a su abundante pelo rizado, se le apodaba "Cabeza de fregona" ("Mop head"), nombre que aún hoy día mantiene.

## Vida personal
Lord Sugar se identifica como ateo, pero está orgulloso de su herencia judía. Sugar y su mujer Ann (née Simons) contrajeron matrimonio el 28 de abril de 1968; tuvieron dos hijos y una hija. Viven en Chigwell, Essex. Celebraron su 40 aniversario de bodas el 11 de mayo de 2008 con una fiesta en su casa, donde actuaron Sir Bruce Forsyth como maestro de ceremonias, Jackie Mason el cómico y Sir Elton John. Su sobrina es la actriz Rita Simons, conocida por interpretar a Roxy Mitchell en la popular telenovela EastEnders.
Es un coleccionista de vehículos Rolls-Royce y Bentley. Sugar posee un Rolls Royce Ghost con el número de matrícula AMS1, el cual aparece en todos los episodios de The Apprentice. Es un piloto experimentado con más de 30 años de experiencia. Posee una avioneta Cirrus SR22 de cuatro asientos, en el aeródromo de Stapleford. Durante un intento de aterrizaje en el aeropuerto de Mánchester el 5 de julio de 2008, Sugar sufrió un accidente debido a las condiciones de humedad y firmeza del suelo. No sufrió daños personales aunque dijo haber sufrido "muchas sacudidas". Es fan y antiguo propietario del Tottenham Hotspur.
En febrero de 2009, se anunció que Sugar iniciaba procedimientos legales contra el periódico The Sun alegando que su nombre aparecía en una lista de judíos británicos en una noticia sobre la operación militar de Israel en Gaza. Se alegaron amenazas por parte de Glen Jenvey, la fuente de la historia original en The Sun, quien publicó la lista en un website musulmán bajo una identidad falsa.
Tiene una fortuna estimada en 1040 millones de libras (1580 millones de dólares).

## Participación política
En febrero de 2009, el periodista Andrew Gilligan del periódico London Evening Standard afirmó que Sugar se había acercado para ser el candidato laborista a la alcaldía de Londres en 2012. Sugar ridiculizó esta afirmación posteriormente en una entrevista con The Guardian. Pero, durante la reorganización del gabinete del primer ministro Gordon Brown, el 5 de junio de 2009, la BBC informó que Sugar se convertiría en Lord Sugar y que le habían ofrecido un puesto como "Enterprise Champion" del gobierno. El 7 de junio de 2009, Sugar trató de aclarar la naturaleza apolítica de su nombramiento. Declaró que no se uniría al gobierno, que el nombramiento era políticamente neutral, y que lo único que quería hacer era ayudar a las empresas y emprendedores. En agosto de 2014, Sugar era uno de los 200 personajes públicos firmantes de una carta a The Guardian oponiéndose a la independencia de Escocia en el período previo al referéndum de septiembre sobre esa cuestión.
Desde 1997 hasta 2015, Sugar fue miembro del Partido Laborista y uno de sus mayores donantes. El 11 de mayo de 2015, cuatro días después de las elecciones generales del Reino Unido de 2015, anunció que dejaba el partido. Emitió un comunicado para decir:

El pasado año empecé a perder la confianza en el partido debido a sus políticas comerciales negativas y conceptos generales anti-empresariales que estaban considerando si han sido elegidos. Expresé esto a las figuras de más alto nivel varias veces. Me inscribí al Nuevo Laborismo en 1997, pero más recientemente, sobre todo en relación a los negocios, sentí un cambio de política que retrocedía a lo que los viejos laboristas defendían. A principios de este año tomé la decisión de renunciar al partido sea cual sea el resultado de las elecciones generales.

## Empresas

### Amstrad
Sugar fundó Amstrad (AMS (sus iniciales) Trading) en 1968. La compañía comenzó como un importador/exportador y mayorista en general, pero pronto se especializó en electrónica de consumo. En 1970, la primera empresa de fabricación estaba en marcha. Logró precios de producción más bajos mediante el uso de plásticos de moldeo por inyección para cubiertas de equipos de sonido de alta fidelidad, perjudicando severamente a los competidores que utilizaban procesos de formación de vacío. La capacidad de fabricación pronto se amplió para incluir la producción de amplificadores de audio y sintonizadores.

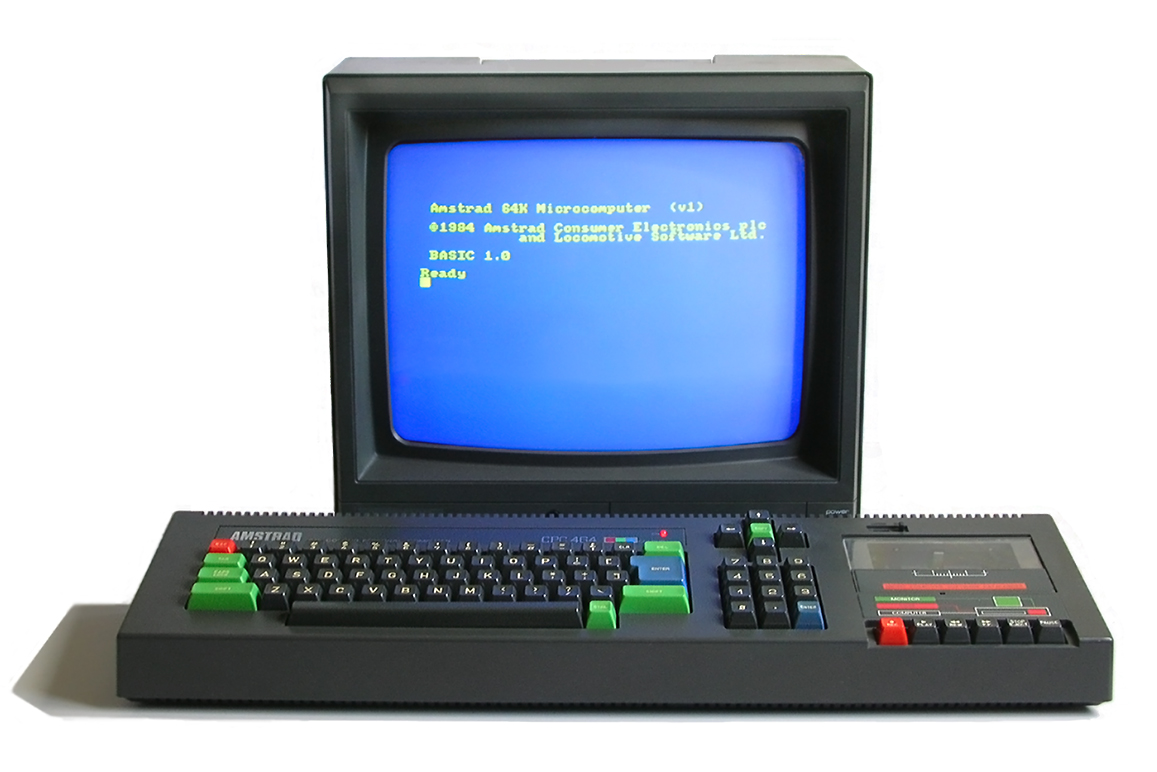
Ordenador Amstrad CPC 464

En 1980, Amstrad entró en la Bolsa de Londres y durante esa misma década, dobló su beneficio y el valor de mercado cada año. En 1984, reconociendo la oportunidad de la era de la computadora doméstica, Amstrad lanzó el Amstrad CPC 464, una máquina de 8-bits. Aunque el rango CPC tenía máquinas atractivas con CP/M y un buen intérprete de BASIC, tenía que competir con sus rivales, con mayor complejidad gráfica como el Commodore 64 y el popular Sinclair ZX Spectrum, sin mencionar al sofisticado BBC Micro. A pesar de esto, se vendieron por todo el mundo tres millones de unidades durante ocho años de producción. Inspiró una versión de Alemania del este con clones rusos del procesador Z80. En 1985, Sugar logró otro gran avance con el lanzamiento del procesador de texto Amstrad PCW 8256 que, aunque estaba hecho de componentes baratos, se vendió en más de 300 libras. En 1986 Amstrad compró los derechos de la línea de productos de ordenador Sinclair y produjo dos modelos más de ZX Spectrum en un estilo similar a sus máquinas CPC. También desarrolló el Amstrad PC1512, un ordenador PC compatible, que se hizo muy popular en Europa y fue el primero en la línea de PCs de Amstrad.
En su mejor momento Amstrad alcanzó un valor en bolsa de 1200 millones de libras, pero la década de 1990 resultó ser un momento difícil para la empresa. El lanzamiento de una gama de PCs de empresa se vio empañado por los discos duros no fiables (suministrados por Seagate), lo que ocasionó un alto nivel de insatisfacción de los clientes y el daño a la reputación de Amstrad en el mercado de las computadoras personales, de la que nunca se recuperó A Seagate se le ordenó pagar a Amstrad 153 millones de dólares en daños y perjuicios por la pérdida de ingresos, reduciéndose posteriormente en 22 millones. A principios de 1990, Amstrad comenzó a centrarse en las computadoras portátiles en lugar de computadoras de escritorio. También, en 1990, Amstrad entró en el mercado de los juegos con el Amstrad GX4000, pero fue un fracaso comercial, en gran parte porque no había más que una pequeña selección de juegos disponibles. Además, fue inmediatamente superado por las consolas japonesas: Sega Mega Drive y Super Nintendo, los cuales tenían una selección de juegos mucho más amplia. En 1993, Amstrad produjo el PenPad, una PDA, apoyando a Betacom y Viglen, enfocándose más en telecomunicaciones que en computadores. Amstrad produjo el primero de sus dispositivos que combinaban telefonía y correo electrónico, llamado e-m@iler, seguido del e-m@ilerplus en 2002, ninguno de los cuales tuvo un gran volumen de ventas.
El 31 de julio de 2007 la empresa BSkyB llegó a un acuerdo para comprar Amstrad por 125 millones de libras. En el momento de la toma de posesión, Sugar comentó que deseaba desempeñar un papel en el negocio, diciendo: "Cumplo 60 este año y he estado 40 años presionando en el negocio, pero ahora tengo que empezar a pensar en mi equipo de personas leales, muchos de los cuales han estado conmigo durante muchos años". El 2 de julio de 2008 se anunció que Sugar dejaba la presidencia de Amstrad para centrarse únicamente en sus otros intereses comerciales.

### Tottenham Hotspur
Después de una batalla por toma de posesión con Robert Maxwell, Sugar se asoció con Terry Venables y compró el club de fútbol Tottenham Hotspur en junio de 1991. A pesar de que la inversión inicial de Sugar ayudó a superar los problemas económicos que el club estaba sufriendo en aquel momento, el trato que dio al Tottenham como empresa de negocios en vez de fútbol le hicieron impopular entre los seguidores de dicho equipo. En los nueve años de Sugar como presidente, el Tottenham Hotspur no acabó entre los seis primeros de la liga y sólo ganó un trofeo en la Football League Cup de 1999.
Sugar despidió a Venables la noche antes de la ''FA Cup Final'' de 1993, una decisión que llevó a Venables a apelar a las altas cortes para su reingreso. Tuvo lugar una batalla legal por el club sobre el verano que ganó Sugar. La decisión de despedir a Venables enfureció a muchos de los aficionados del Tottenham y Sugar dijo, ''Me sentí como si hubiera matado a Bambi."
En 1992 fue el único representante de los, por entonces, cinco grandes (Arsenal, Everton, Liverpool, Manchester United y Tottenham) que votó a favor de la candidatura de Sky para los derechos de televisión de la Premier League. Los otros cuatro votaron a favor de la candidatura de ITV, ya que esta había prometido televisar los juegos de los cinco más a menudo. En el momento de la votación, Amstrad, la compañía de Sugar, estaba desarrollando antenas parabólicas para Sky.
En 1994 Sugar financió las transferencias de tres estrellas de la  Copa Mundial de Fútbol de 1994: Ilie Dumitrescu, Gica Popescu, y el más notable Jürgen Klinsmann, quien hizo una excelente primera temporada en el fútbol inglés, recibiendo el nombre de Jugador del Año. Debido a que los Spurs no se habían clasificado para la Copa de la UEFA, Klinsmann decidió invocar una cláusula de salida en su contrato y se fue al Bayern Munich en el verano de 1995. Sugar apareció en televisión con la última camiseta que llevó Klinsmann para los Spurs y dijo que no lavaría su coche con ella. Klinsmann respondió llamando a Sugar "un hombre sin honor" y dijo:
"Él sólo habla de dinero. Nunca habla del juego. Diría que hay una gran duda acerca de si el corazón de Sugar está en el club y en el fútbol. La gran pregunta es ¿qué le gusta más, el negocio o el fútbol?" Klinsmann volvió a fichar para el Tottenham en diciembre de 1997.
En octubre de 1998, el exdelantero del Tottenham Teddy Sheringham publicó su autobiografía, en la que ataca a Sugar como la razón por la que él dejó el equipo en 1997. Sheringham dijo que Sugar le acusó de fingir una lesión que le dejó un largo periodo en el banquillo durante la temporada 1993/1994. Escribió que Sugar se negó a hacerle el contrato de cinco años que quería porque no creía que Sheringham continuara en el Tottenham con 36 años. Sheringham volvió al Tottenham tras su etapa en el Manchester United y permaneció hasta el verano de 2003, a la edad de 37 años. Sheringham dijo que Sugar carecía de ambición y era un hipócrita. Por ejemplo, Sugar le pidió que le recomendara jugadores. Cuando Sheringham le sugirió al medio-campista inglés Paul Ince, Sugar lo rechazó porque no quería gastarse 4 millones de libras en un jugador que pronto cumpliría los 30 años. Después de que Sheringham dejara Spurs, Sugar aprobó la firma de Les Ferdinand, de 31 años, por 6 millones de libras.
Sugar nombró a siete gerentes durante su vigencia en Spurs. El primero fue Peter Shreeves, seguido por el dúo compuesto por Doug Livermore and Ray Clemence, el antiguo medio-campo de Spurs Osvaldo Ardiles, y el joven mánager Gerry Francis. In 1997 Sugar asombró al mundo del fútbol nombrando al relativamente desconocido suizo Christian Gross. Gross estuvo 9 meses ya que el equipo acabó en el puesto 14 en 1998, y comenzó la siguiente temporada con solo tres puntos en sus primeros tres partidos. El siguiente a quien nombró fue George Graham, un antiguo jugador del Arsenal. A pesar de que el Tottenham ganó su primera copa en 8 años, los seguidores de Spurs nunca simpatizaron por Graham, básicamente por sus conexiones con el Arsenal. Les disgustaba el estilo negativo y defensivo del fútbol que puso en práctica y decían que ese no era "el estilo del Tottenham".
En febrero de 2001, Sugar vendió su participación mayoritaria del Tottenham al grupo de ocio ENIC, vendiendo el 27% del club por 22 millones de libras. En junio de 2007, Sugar vendió el resto a ENIC por 25 millones de libras, finalizando así sus 16 años de asociación con el club. Describió su tiempo en el Tottenham como "una pérdida de mi vida". Posteriormente Sugar donó 3 millones de libras con el producto de la venta de sus intereses en el Tottenham Hotspur para la renovación del Hackney Empire en su nativo East End de Londres.

### Amsair
La Aviación Ejecutiva Amsair se fundó en 1993, y corrió a cargo del hijo de Sugar, Daniel Patrick. Como con Amstrad, el nombre Amsair es un acrónimo de las iniciales del nombre de Sugar "Alan Michael Sugar Air". Amsair opera con una gran flota de aviones Cessna, y un Embraer Legacy 650 con el registro G-SUGA, ofreciendo jets para negocios y ejecutivos.

### Amsprop
Amsprop es una firma de investigación que poseía Sugar y que controla su hijo Daniel Patrick.
Simon Ambrose, ganador de la serie de 2007, The Apprentice, comenzó a trabajar para Amsprop Estates después de que la serie terminara. Sin embargo, en abril de 2010, comunicó que lo dejaba para comenzar su propia empresa.

### Viglen Ltd
Sugar era el dueño (y presidente de la junta directiva) de Viglen Ltd, un proveedor de servicios IT de cáterin principalmente para la educación y el sector público. Renunció a su cargo el 1 de julio de 2009. Tras la venta de Amstrad PLC a BSkyB, Viglen era el único negocio IT de Sugar hasta su venta a XMA en 2014.

### Amscreen
Sugar es el presidente de Amscreen, una compañía dirigida por su hijo mayor Simon Sugar, especializada en la venta de espacio publicitario en pantallas de señalización digital que proporciona a minoristas, centros médicos y lugares de ocio.
La ganadora de Apprentice, Yasmina Siadatan trabaja allí, vendiendo en NHS.
Las pantallas usan un sistema de detección de caras llamado OptimEyes para intentar identificar la edad y el sexo de los espectadores

### YouView
El 7 de marzo de 2011, Sugar sustituyó a Kip Meek en el consejo de la BBC. Inició el proyecto IPTV conocido como YouView (anteriormente conocido como Proyecto Canvas) la cual también está respaldada por ITV, Channel 4 y Channel 5 y proveedores de contenidos como BT y TalkTalk. Sugar recibió 500.000 libras por presidir YouView hasta marzo de 2012.

## Apariciones en televisión

### The Apprentice
Sugar fue la estrella del reality show de la BBC, The Apprentice que se ha emitido cada año desde 2005, en el mismo papel que Donald Trump en la versión estadounidense. Sugar despide a un candidato cada semana hasta que sólo queda uno, que es contratado en su compañía o (desde 2011) gana una asociación con Sugar, incluyendo 250.000 libras para que establezcan sus propios negocios.
Como condición para aparecer en la tercera temporada, Sugar pidió que el programa estuviera más orientado a los negocios que solo por mero entretenimiento y que él debería ser retratado como menos duro para contrarrestar su reputación un tanto beligerante. También expresó su deseo de que el calibre de los candidatos fuera mayor que los de la segunda temporada y que las motivaciones de los candidatos para participar fueran seleccionadas más cuidadosamente ya que algunos candidatos de temporadas anteriores usaron sus experiencias en el show como plataforma para avanzar en sus propias carreras (como ocurrió con Michelle Dewberry, la ganadora de la segunda temporada, que fue empleada de Amstrad solo durante 8 meses).
Sugar criticó la versión estadounidense de The Apprentice porque "cometieron el error fatal de intentar cambiar cosas solo por su bien y fracasaron".

### Young Apprentice
Young Apprentice (Junior Apprentice en la primera temporada) es un reality show británico en el que un grupo de doce personas jóvenes de entre 16 y 17 años compiten para ganar un premio de 25.000 libras dado por Lord Sugar. Las temporadas comenzaron en BBC One y BBC HD el miércoles 12 de mayo de 2010, finalizando el jueves, 10 de junio del mismo año, y también contó con Nick Hewer y Karren Brady como asesores. El programa terminó con Sugar otorgando el premio a Arjun Rajyagor de 17 años. Tim Ankers terminó en segundo lugar.
La segunda temporada comenzó en octubre de 2011. Constaba de ocho programas y doce concursantes. Los concursantes ganadores fueron Zara Brownless y James McCullough.
Propuesto originalmente en marzo de 2008 y confirmado en junio de 2009, Junior Apprentice recibió críticas mayoritariamente positivas. El programa es un spin-off de The Apprentice. El papel de Sugar bajo el gobierno de Gordon Brown creó un debate sobre las imparcialidad política de la BBC. Como resultado, Junior Apprentice y las seis ediciones de The Apprentice fueron retrasadas.

### Otras apariciones
En mayo de 2008, Sugar hizo una aparición en An Audience Without Jeremy Beadle para pagar tributo a Jeremy Beadle ya que eran muy amigos y ambos aparecieron en un especial de ¿Quién quiere ser millonario? en 2005.
En enero de 2009, Fiona Bruce presentó un documental de la BBC Two titulado The Real Sir Alan. También en 2009, Sugar apareció en anuncios de televisión de bancos de inversión NS&I.
En mayo de 2011, Sugar presentó Lord Sugar Tackles Football, un documental que profundiza en los males financieros del fútbol inglés.
En septiembre de 2012, Sugar aparece como él mismo en un cameo en el episodio de Doctor Who, "El poder de tres". El cameo de Sugar fue filmado en el plató de The Apprentice.
En noviembre de 2012, Sugar apareció como él mismo en un cameo en un episodio especial de EastEnders para Children in Need.

## Honores y filantropía
Sugar fue nombrado caballero con el título Knight Bachelor en el año 2000 "por sus servicios hacia el ordenador doméstico y a la industria electrónica". Conserva dos Doctorados de Ciencia honoríficos, otorgados en 1988 por la Universidad de la Ciudad de Londres y en 2005 por la Universidad Brunel. Es un filántropo para organizaciones benéficas como Jewish Care y el hospital Great Ormond Street, y donó 200.000 libras al Partido Laborista en 2001.

## Controversia

### Ley de discriminación sexual
Sugar ha sido acusado de tener una actitud "obsoleta" hacia las mujeres. Respecto a las leyes del Reino Unido de la década de 1970, las cuales establecían que es discriminatorio y, por tanto, ilegal que se les pregunte a las mujeres en una entrevista de trabajo si planean tener hijos, Sugar dijo:

"Estas leyes son perjudiciales para la mujer. Si no se te permite preguntarles, simplemente no las contratas. Será más complicado para una mujer conseguir un trabajo."

### Bullying
Los críticos han descrito a Sugar como "fuera de tacto" y su ética de trabajo como "un modelo de mala gestión en el Reino Unido. Negativo, acosador y estrecho de miras... (Sugar) dirige mediante el miedo, con un puño de hierro parecido al estilo político de Iósif Stalin".

### Tecnología
En febrero de 2005, Sugar predijo erróneamente que el iPod estaría "muerto, acabado, ido, kaput" para las próximas navidades. El comentario se ha considerado como una de las peores predicciones tecnológicas jamás citadas.

### Tuits
El 6 de octubre de 2013, Sugar fue investigado por la policía tras un queja que le acusaba de colgar un tuit racista. El mensaje contenía una foto de un niño de origen chino llorando, junto con el mensaje "El niño está triste porque le han dicho que deje la línea de producción del iPhone 5". La policía no realizó ninguna acción contra él.

## Lectura relacionada
- David Thomas, "Alan Sugar – the Amstrad Story" (1991), paperback ISBN 978-0-330-31900-3.
- Alan Sugar, "The Apprentice: How to get hired not fired"
- Alan Sugar, "What You See Is What You Get: My Autobiography" (2010), hardback ISBN 978-0-230-74933-7.